# Quase Nada
Quase Nada é um filme de drama policial brasileiro, dirigido e escrito por Sérgio Rezende em 2000. Foi estrelado por Camilo Beviláqua, Genésio de Barros e Jurandir de Oliveira.
Trata-se de um filme de baixo orçamento que fala de pessoas de pouca importância que se desumanizam para conseguir sucesso.

## Sinopse
É composto por três histórias:
1. "Foice": um capinador se torna chefe de seu grupo e desperta a inveja de seu melhor amigo e compadre;
2. "Veneno": um vaqueiro não consegue dormir, esperando a vingança certa de um desafeto do passado;
3. "Machado": um calado e rude criador de rosas decide acabar com a alegria de viver de sua mulher[4].

## Elenco
- Camilo Beviláqua ... compadre
- Genésio de Barros ... Ademir
- Jurandir de Oliveira ... Messias
- Chico Expedito ... Altino
- Caio Junqueira ... Ernane
- Augusto Pompeo ... João
- Ana Luisa Rabelo ... Glorinha
- Denise Weinberg ... Idalina